# Pim Verbeek
Peter Tim Verbeek, meglio conosciuto come Pim Verbeek (Rotterdam, 12 marzo 1956 – Amsterdam, 28 novembre 2019), è stato un allenatore di calcio e calciatore olandese, di ruolo difensore.

## Biografia
Il padre, Koos Verbeek, era un calciatore, così come il fratello di Pim, Robert Verbeek, che è stato pure allenatore.
È scomparso nel 2019, sessantatreenne, a seguito di un tumore diagnosticatogli quattro anni prima.

## Carriera

### Giocatore
Verbeek ebbe una breve carriera da giocatore, militando come difensore nel Roda JC (con il quale esordì da professionista all'età di 18 anni), nel NAC Breda e nello Sparta Rotterdam, club nel quale terminò la sua carriera nel 1980 a 23 anni per via di un grave infortunio ad un ginocchio.

### Allenatore

#### Inizi
Nella stagione successiva al suo ritiro da calciatore, Verbeek diventò l'allenatore delle giovanili della squadra nella quale si era ritirato dal calcio giocato, lo Sparta Rotterdam, mantenendo l'incarico fino al 1984. Dopo qualche anno passato sulla panchina dell'Unitas Gorinchem, formazione amatoriale olandese, passò nel 1987 al De Graafschap, formazione della Eredivisie dove rimase fino al 1989, anno in cui divenne co-allenatore del Feyenoord (squadra rivale dello Sparta Rotterdam) insieme a Gunder Bengtsson: nella stagione 1990-1991 conquistò proprio con il Feyenoord la KNVB beker.
Nel 1991-1992 guidò il Wageningen nella seconda divisione (la Eerste Divisie), per poi tornare in Eredivisie l'anno successivo alla guida del Groningen. Nel 1994 si trasferì invece al Fortuna Sittard, che condusse alla promozione in prima divisione e dove rimase fino al 1997. L'anno successivo emigrò in Giappone, per sedere sulla panchina dell'Omiya Ardija, militante nella seconda divisione giapponese (J. League 2), dove rimase per due stagioni. Tornò in patria nel 2000 come scout della nazionale olandese, ruolo che mantenne fino al 2001, quando divenne vice di Guus Hiddink sulla panchina della nazionale sudcoreana. La formazione asiatica, co-padrone di casa nel Campionato mondiale di calcio 2002 insieme al Giappone, raggiunse le semifinali del torneo e concluse al quarto posto. Alla fine della competizione, Verbeek lasciò l'incarico e tornò nei Paesi Bassi, accettando il ruolo di allenatore delle riserve del Psv Eindhoven, che mantenne solo per una stagione. Tornò dunque in Giappone per allenare il Kyoto Sanga, militante in J League. Anche in questo caso mantenne il ruolo per poco tempo: nel 2004 diventò infatti vice-allenatore delle Antille Olandesi.

#### La collaborazione con Advocaat
Dopo pochi mesi cambiò nuovamente incarico, diventando il vice-allenatore del Borussia Mönchengladbach, club della Bundesliga, come secondo di Dick Advocaat, dove fu in carica dal 2 novembre 2004 al 18 aprile 2005. La collaborazione tra i due fu tale che Verbeek seguì Advocaat nella breve avventura alla guida degli Emirati Arabi Uniti dal 17 luglio al 13 settembre 2005, con il trasferimento dei due olandesi alla panchina della Corea del Sud il 1º ottobre 2005. Con i sudcoreani partecipò al suo secondo campionato del mondo, quello di Germania 2006, dove la nazionale sudcoreana uscì al primo turno. Terminato il contratto con Advocaat, Verbeek fu promosso primo allenatore e durante la propria gestione ottenne il terzo posto alla Coppa d'Asia 2007, prima di dimettersi dall'incarico nel luglio 2007.

#### Australia
Il 6 dicembre 2007 accettò l'incarico di allenatore dell'Australia, con cui vinse per 3-0 la partita d'esordio contro il Qatar.
Fu spesso criticato per le dichiarazioni poco felici in merito al calcio praticato in Australia anche al massimo livello (la A-League, massima serie nazionale), da lui giudicato come "assolutamente senza speranza". Sotto la sua guida, la nazionale australiana fu la seconda selezione a qualificarsi per il campionato del mondo del 2010 (escludendo la nazionale sudafricana, paese ospitante), subito dopo quella giapponese.
Al campionato del mondo di Sudafrica 2010 la sua Australia uscì al primo turno, dopo aver ottenuto 4 punti in 3 partite contro Germania, Ghana e Serbia. Il 2 agosto 2010 Verbeek lasciò la panchina ad Han Berger.

#### Marocco U-23
L'8 aprile 2010 era stato nominato commissario tecnico delle giovanili del Marocco, incarico che ricoprì da agosto 2010 (al termine della fase finale del campionato del mondo). Il suo ruolo principale fu di scoprire nuovi talenti per la nazionale marocchina, che aveva fallito la qualificazione sia alla fase finale della Coppa del mondo 2010, sia alla Coppa d'Africa 2010.
Fu elogiato per il suo lavoro nella scoperta di nuovi talenti, che formarono l'ossatura della nazionale Under-23 marocchina da lui guidata al secondo posto al Campionato africano di categoria del 2011, risultato che consentì la qualificazione alle Olimpiadi del 2012, dove la nazionale uscì al primo turno.

#### Oman
Nel 2016 fu nominato commissario tecnico dell'Oman, alla cui guida cui vinse, in Kuwait, la Coppa delle Nazioni del Golfo 2017-2018, primo trofeo da allenatore per l'olandese. In seguito raggiunse gli ottavi di finale della Coppa d'Asia 2019. Al termine di quest'ultimo torneo si dimise, annunciando la fine della propria carriera di allenatore.

#### Sparta Rotterdam
Il 12 febbraio 2019 fu nominato membro della dirigenza dello Sparta Rotterdam.

## Palmarès

### Allenatore
- Coppa dei Paesi Bassi: 1

Feyenoord: 1990-1991
- Coppa delle Nazioni del Golfo: 1

Oman: 2017-2018